# Chaetonotus heideri
Chaetonotus heideri är en djurart som tillhör fylumet bukhårsdjur, och som beskrevs av Brehm 1917. Chaetonotus heideri ingår i släktet Chaetonotus och familjen Chaetonotidae. Inga underarter finns listade i Catalogue of Life.